# 잠잠 콜라

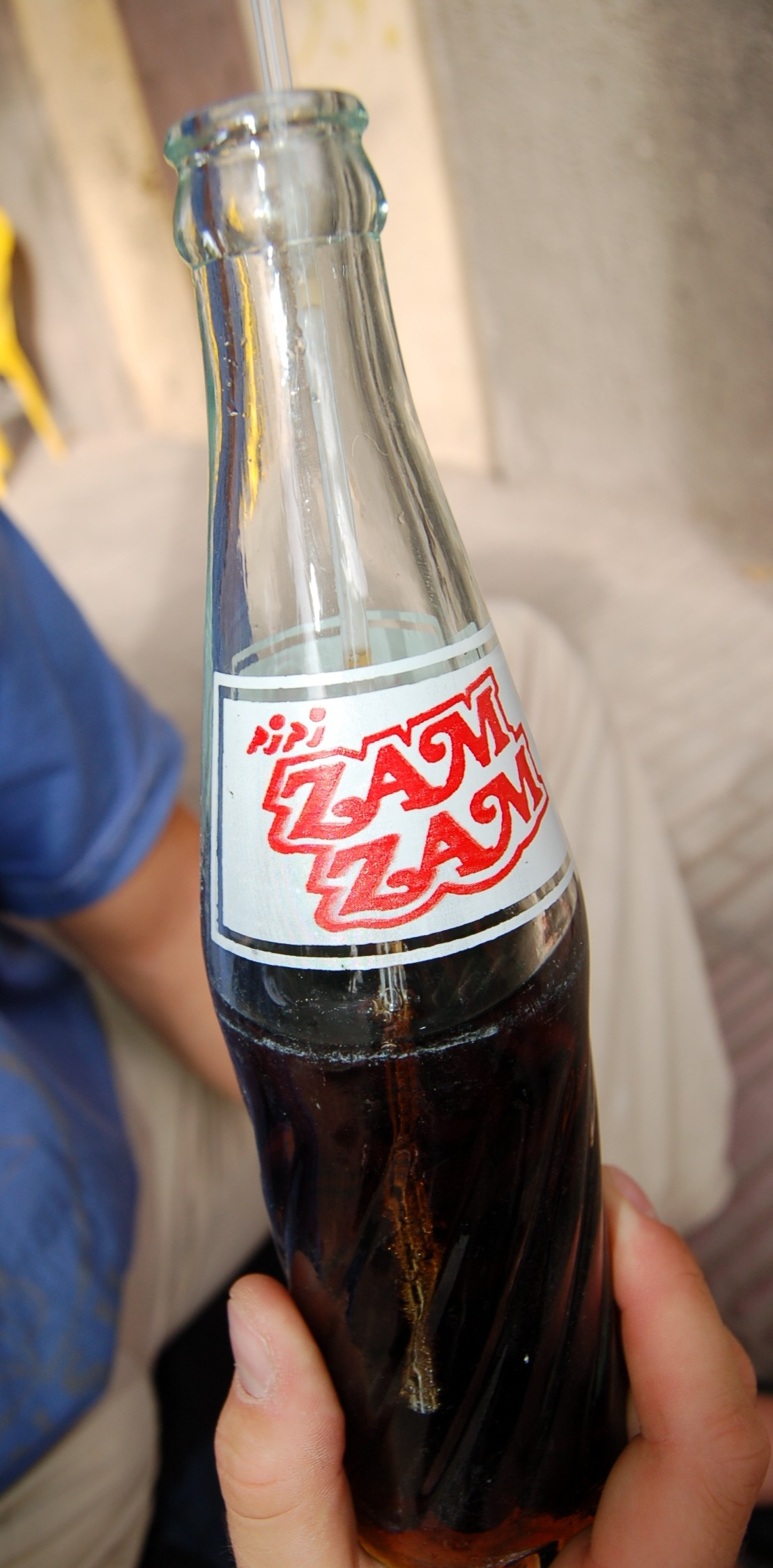
잠잠 콜라

잠잠 콜라(페르시아어: زمزم کولا, Zamzam Cola)는 이란에서 판매되고 있는 콜라이다. 이란 내 최대 음료수 회사인 잠잠 그룹에서 만들고 있다. 다이어트 콜라 제품도 있으며, 이란 외에 아랍 국가, 아프가니스탄 및 유럽에서도 판매되고 있다. 이름의 유래는 메카의 하람 성원 안에 있는 잠잠 우물이다. 사우디아라비아에서 성지 순례 기간 동안 공식 음료로 지정하기도 했다.

## 역사
이란에서 콜라 생산이 시작된 것은 팔라비 왕조 시절인 1955년으로, 펩시콜라와 코카콜라가 동시에 상륙하였다. 이 중 펩시콜라는 이란의 잠잠 그룹과 프랜차이즈 형식으로 진출하여 테헤란을 제외한 이란 전역을 석권하였다. 그러나 1979년 이란 이슬람 혁명으로 미국 자본주의의 상징인 펩시콜라와 코카콜라는 이란에서 철수하게 되었고, 과거 펩시콜라와 협력하였던 잠잠 그룹이 펩시의 기술을 이어받아 콜라 생산에 들어가 '잠잠 콜라'를 생산하기 시작하였다. 이후 잠잠 콜라는 이란 및 아프가니스탄과 아랍 국가들을 포함한 서아시아 지역에서 펩시콜라의 유력한 경쟁자가 되었으며, 시리아 등지에도 해외 공장을 건설하였다.

## 이란 외의 잠잠 콜라
- 아랍에미리트의 기업 잠잠 리프레시먼트(ZamZam Refreshment)가 만드는 콜라의 이름도 '잠잠 콜라'이다. 다이어트 콜라 제품을 판매한다.[2]
- 북아메리카에서도 잠잠식품(Zam Zam Foods North America)이 '잠잠 콜라'를 만들고 있다.[3]

## 같이 보기
- 콜라
- 이란